# Callopistria thermochroa
Callopistria thermochroa är en fjärilsart som beskrevs av George Francis Hampson 1911. Callopistria thermochroa ingår i släktet Callopistria och familjen nattflyn. Inga underarter finns listade i Catalogue of Life.